# Wydział euroazjatycki Kościoła Adwentystów Dnia Siódmego
Wydział euroazjatycki (kod wydziału: ESD) – jest jednym z 13 wydziałów ogólnoświatowego Kościoła Adwentystów Dnia Siódmego. Zrzesza adwentystów zamieszkałych w Afganistanie, Armenii, Azerbejdżanie, na Białorusi, w Gruzji, Kazachstanie, Kirgistanie, Mołdawii, Rosji, Tadżykistanie, Turkmenistanie, na Ukrainie oraz w Uzbekistanie.
Siedziba wydziału znajduje się w rosyjskim mieście Moskwa.
Wydział euroazjatycki zorganizowano w 1990 roku, w latach 1994 oraz 2012 wydział zreorganizowano.

## Struktura i dane statystyczne
Administracyjnie podzielony jest na 2 unie diecezji, 2 unie kościelne oraz 5 unii misyjnych i 1 misję kościelną. W roku 2017 ogólna liczba członków Kościoła należących do wydziału euroazjatyckiego wynosiła 109 994 zrzeszonych w ramach 1 790 zborów.

### Unia białoruska (2017)
- rok organizacji: 2008

- strona internetowa

| Lp. | Jednostka organizacyjna   | Rok organizacji | Liczba członków | Liczba zborów |
| --- | ------------------------- | --------------- | --------------- | ------------- |
| 1.  | Białoruska unia Kościołów | 2008            | 3 814           | 66            |

### Unia misyjna kaukaska (2017)
- rok organizacji: 2001
- strona internetowa. caum.adventist.ru. [zarchiwizowane z tego adresu (2019-08-04)].

| Lp. | Jednostka organizacyjna        | Rok organizacji | Liczba członków | Liczba zborów |
| --- | ------------------------------ | --------------- | --------------- | ------------- |
| 1.  | Diecezja kubańsko-czarnomorska | 2002            | 3 068           | 55            |
| 2.  | Misja północnokaukaska         | 2003            | 1 711           | 33            |
| 3.  | Diecezja rostowsko-kałmucka    | 2001            | 2 525           | 41            |
|     | Łącznie                        |                 | 7 304           | 129           |

### Unia misyjna wschodniorosyjska (2017)
- rok organizacji: 1994

| Lp. | Jednostka organizacyjna   | Rok organizacji | Liczba członków | Liczba zborów |
| --- | ------------------------- | --------------- | --------------- | ------------- |
| 1   | Misja środkowosyberyjska  | 2002            | 1 827           | 29            |
| 2.  | Misja wschodniosyberyjska | 2005            | 2 026           | 33            |
| 3.  | Misja zachodniosyberyjska | 2002            | 1 171           | 20            |
|     | Łącznie                   |                 | 5 024           | 82            |

### Unia dalekowschodnia (2017)
- rok organizacji: 2008
- strona internetowa

| Lp. | Jednostka organizacyjna        | Rok organizacji | Liczba członków | Liczba zborów |
| --- | ------------------------------ | --------------- | --------------- | ------------- |
| 1.  | Dalekowschodnia unia Kościołów | 2008            | 2 223           | 48            |

### Unia mołdawska (2017)
- rok organizacji: 2008

- strona internetowa

| Lp. | Jednostka organizacyjna  | Rok organizacji | Liczba członków | Liczba zborów |
| --- | ------------------------ | --------------- | --------------- | ------------- |
| 1.  | Mołdawska unia Kościołów | 2008            | 8 912           | 140           |

### Unia misyjna południowa (2017)
- rok organizacji: 2010

| Lp. | Jednostka organizacyjna        | Rok organizacji | Liczba członków | Liczba zborów |
| --- | ------------------------------ | --------------- | --------------- | ------------- |
| 1.  | Misja kirgiska                 | 2010            | 694             | 12            |
| 2.  | Misja północnego Kazachstanu   | 2010            | 1 410           | 31            |
| 3.  | Misja południowego Kazachstanu | 2010            | 995             | 14            |
| 4.  | Pole tadżykistańskie           | 2010            | 237             | 3             |
| 5.  | Pole turkmenistańskie          | 2002            | 95              | 1             |
| 6.  | Pole uzbeckie                  | 2010            | 661             | 10            |
|     | Łącznie                        |                 | 4 097           | 71            |

### Unia misyjna transkaukaska (2017)
- rok organizacji: 2016

| Lp. | Jednostka organizacyjna      | Rok organizacji | Liczba członków | Liczba zborów |
| --- | ---------------------------- | --------------- | --------------- | ------------- |
| 1.  | Transkaukaska Unia Kościołów | 2016            | 1 695           | 33            |

### Unia ukraińska (2017)
- rok organizacji: 1982

- strona internetowa. uuc.adventist.ua. [zarchiwizowane z tego adresu (2019-08-04)].

| Lp. | Jednostka organizacyjna        | Rok organizacji | Liczba członków | Liczba zborów |
| --- | ------------------------------ | --------------- | --------------- | ------------- |
| 1.  | Diecezja bukowińska            | 1996            | 6 832           | 131           |
| 2.  | Diecezja środkowa              | 1989            | 4 565           | 89            |
| 3.  | Diecezja dnieprzańska          | 1996            | 5 026           | 104           |
| 4.  | Diecezja wschodniodnieprzańska | 1996            | 6 755           | 109           |
| 5.  | Misja wschodnia                | 2014            | 3 359           | 65            |
| 6.  | Diecezja kijowska              | 2016            | 4 031           | 25            |
| 7.  | Diecezja podolska              | 1989            | 5 669           | 109           |
| 8.  | Diecezja południowa            | 1989            | 4 432           | 85            |
| 9.  | Diecezja zachodnia             | 1989            | 6 163           | 96            |
|     | Łącznie                        |                 | 46 832          | 813           |

### Unia zachodniorosyjska (2017)
- rok organizacji: 1994
- strona internetowa

| Lp. | Jednostka organizacyjna     | Rok organizacji | Liczba członków | Liczba zborów |
| --- | --------------------------- | --------------- | --------------- | ------------- |
| 1.  | Diecezja moskiewska         | 2006            | 3 425           | 28            |
| 2.  | Diecezja północno-zachodnia | 1994            | 3 060           | 53            |
| 3.  | Diecezja południowa         | 1994            | 7 009           | 82            |
| 4.  | Diecezja uralska            | 1994            | 4 102           | 59            |
| 5.  | Diecezja wołżańska          | 1994            | 2 982           | 52            |
| 6.  | Diecezja wołżańsko-wiacka   | 1994            | 4 118           | 55            |
| 7.  | Diecezja środkowa           | 1994            | 3 593           | 53            |
|     | Łącznie                     |                 | 28 289          | 382           |

### Misja krymska (2017)
- rok organizacji: 2014

| Lp. | Jednostka organizacyjna | Rok organizacji | Liczba członków | Liczba zborów |
| --- | ----------------------- | --------------- | --------------- | ------------- |
| 1.  | Misja krymska           | 2014            | 1 804           | 26            |